# Bor Zsolt
Bor Zsolt (Orosháza, 1949. június 20. –) Széchenyi-díjas lézerfizikus, egyetemi tanár, a Magyar Tudományos Akadémia rendes tagja. A lézerfizika és a femtoszekundumos optika neves kutatója. Legnagyobb újításai a piko- és femtoszekundumos lézerspektroszkópia tárgykörében születtek, itt új irányzat kialakítása fűződik a nevéhez. A lézerek szemészeti alkalmazásában is jelentős a tevékenysége. 2004-ben Bolyai-díjban részesült.

## Életpályája
1967-ben érettségizett, majd a kijevi Műszaki Egyetem Rádióelektronikai Karán kezdte meg egyetemi tanulmányait félvezetők és dielektrikumok szakon, ahol 1973-ban szerzett elektromérnöki diplomát. 1974-ben szerzett fizikusi kiegészítő diplomát, majd 1975-ben egyetemi doktori címet. Ezenkívül 1977 és 1988 között megszakításokkal hat és fél évet töltött a göttingeni Max Planck Biofizikai Kémiai Intézetben, illetve 1999 és 2000 között a San Diegó-i Cymec-nél.
Elektromérnöki diplomájának megszerzése után a József Attila Tudományegyetem (JATE, ma: Szegedi Tudományegyetem) Természettudományi Karának kísérleti fizika tanszékének segédmunkatársa lett, majd munkatárs, főmunkatárs és tudományos tanácsadó is volt. 1988-ban lett a Magyar Tudományos Akadémia és a JATE közös lézerfizikai tanszéki kutatócsoport vezetője, egy évvel később az egyetem optikai és kvantumelektronikai tanszékének vezetője. Ugyanekkor kapta meg egyetemi tanári kinevezését is. 1998 és 2001 között Széchenyi professzori ösztöndíjas, 2001-ben Szilárd Leó professzori ösztöndíjas volt. Több neves külföldi egyetem vendégprofesszornak hívta: Kaliforniai Egyetem (Irvine, 1994), Rice Egyetem (Houston, 1994–1995), Svájci Műszaki Egyetem (Zürich, 1995).
1982-ben védte meg a fizikai tudományok kandidátusi, 1984-ben akadémiai doktori értekezését. 1990-ben megválasztották a Magyar Tudományos Akadémia levelező, 1995-ben rendes tagjává. Korábban már a Szegedi Akadémiai, az Országos Athenaeum, az MTA Biofizikai, illetve Lézerfizikai és Spektroszkópiai Bizottság tagja is volt. 1993-ban a londoni Európai Akadémia (Academia Europaea) is felvette tagjai sorába. A konzervatív Professzorok Batthyány Köre egyik alapítója volt. A Fizikai Szemle és a Journal of Physics szerkesztőbizottságába is bekerült. 1994-ben az Országos Akkreditációs Bizottság, 1996-ban a Magyar Ösztöndíj Bizottság tagja lett.

## Munkássága
Kutatási területei a lézerfizika, a femtoszekundumos optika, a nagysebességű fényképészet, a lézerek orvosi alkalmazásai, a repülési idő interferometria és a festéklézer.
Legnagyobb újításai a piko- és femtoszekundumos lézerspektroszkópia tárgykörében születtek (itt új irányzatot teremtett). Egy új lézerfizikai alapjelenség (az úgynevezett ön-Q-kapcsolás) elméleti kidolgozása és kísérleti kimutatása és bizonyítása fűződik a nevéhez. Jelentős eredményeket ért el a femtoszekundumos lézerimpulzusok terjedésének, kompressziójának és torzulásának vizsgálatánál (elméleti és gyakorlati szinten is), valamint ezek törésmutató-deriváltakra vonatkozó univerzális összefüggéseinél. Több fotolitográfiai elvet dolgozott ki, valamint orvosfizikai munkássága is jelentős (lézerek szemészeti alkalmazása).
Több mint százharminc tudományos közleményt adott ki és tizenegy szabadalmat jegyeztetett be.

## Családja
Nős, házasságaiból három fiúgyermekük született. Két fiával és feleségével ideje nagyobbik részét Kaliforniában tölti.

## Díjai, elismerései
- Gyulai Zoltán-díj (1982)
- Széchenyi-díj (1994) – A fémtoszekundomos lézerfizikában nemzetközi összehasonlításban is kiemelkedő eredménye alapján, a nevéhez fűződő elosztott visszacsatolású festéklézer Ön-Q-kapcsolásának felfedezéséért és a fémtoszekundomos optika alapjainak lerakásáért.
- Pázmány Péter-díj (1998, Pro Renovanda Cultura Hungariae)
- Pro urbe Szeged (1998)
- Bolyai János alkotói díj (2004)
- Magyar Corvin-lánc (2012)
- Prima díj (2013)

## Főbb publikációi
- A Sensitive Single Shot Method to Determine Duration and Chirp of Ultrashort Pulses With a Streak Camera (társszerző, 1991)
- Distortion of Femtosecond Pulses in Lenses. Wave Optical Description (társszerző, 1992–1994)
- Frequency Conversion of Ultrashort Pulses (társszerző, 1994)
- Acceleration of Femtosecond Pulses to Superluminal Velocities by Gouy Phase Shift (társszerző, 1996)
- Diamond-Like Carbon Layer Formation on Graphite by Excimer Laser Irradiation (társszerző, 1998)
- 308-nm Excimer Laser Therapy For Psoriasis (társszerző, 2001)
- Fizika tudomány Magyarországon (2004)